# Пономаренко, Николай Степанович
Николай Степанович Пономаренко (1 августа 1893, Степановка, Харьковская губерния — 6 июля 1952, Кишинёв) — советский композитор и педагог, заслуженный деятель искусств Молдавской ССР.

## Биография
С 1902 по 1912 год учился в инструментальных классах Придворной певческой капеллы у Михаила Климова. В капеллу был принят, по всей видимости, по спецнабору особо одарённых детей, которых специально разыскивали по всей России.
Николай Пономаренко преподавал в Таганрогском музыкальном училище с 1920 по 1938 год, вёл теоретические предметы. Частным образом у него занимался Л. И. Ухин, произведения которого, к сожалению, остались неизданными, но теоретическая выучка и музыкальные способности сделали гармонический язык музыканта достаточно развитым и современным. У Л. И. Ухина затем учился известный в Таганроге музыкант и композитор , профессор Таганрогского радиотехнического института В. П. Рыжов.
Во время Великой Отечественной войны работал дирижёром духового оркестра I Московского военного училища.
В Таганроге Николай Пономаренко оставил о себе память как о талантливом музыканте, который мгновенно мог сыграть «на слух» любое произведение. К таганрогскому периоду пребывания Пономаренко относится его «Кантата памяти Чехова» (1935).
Сочинения Николая Пономаренко большей частью представляют произведения вокальной и хоровой музыки. Собирал и обрабатывал узбекские, таджикские и молдавские народные песни.
С 1945 по 1951 год преподавал в Кишинёвской консерватории кл. соч., гармонию, полифонию. С 1950 года — доцент.
С 1948 по 1952 год работал ответственным секретарём Союза композиторов Молдавской ССР.

## Литературные произведения
- 1927 — сборник рассказов «Примирение с ребёнком».
- 1971 — роман «Фантом».
- 1975 — роман «Натура».